# محمد حسام بيسو
محمد حسام بيسو (مواليد 1 يناير 2001) هو لاعب كرة قدم مصري يلعب في مركز الوسط بنادي الزمالك، صعد لصفوف النادي في موسم 2019/2020.

## روابط خارجية
- محمد حسام على موقع كووورة